# Offene Stimmung
Eine offene Stimmung (englisch open tuning) ist eine Stimmung bei Saiteninstrumenten, bei der die nicht gegriffenen („offenen“) Saiten einen einfachen Akkord bilden.
In einer offenen Stimmung kommen neben dem Grundton und seinen Oktaven nur Quinten und maximal noch Terzen dazu, so dass beim Anschlagen der leeren Saiten ein einfacher Dur- oder Moll-Akkord entsteht. Das Instrument erhält dadurch einen besonders vollen Klang; darüber hinaus ermöglicht eine solche Stimmung besondere Spieltechniken.
Offene Stimmungen gibt es bei manchen Saiteninstrumenten als Normalstimmung (z. B. aus der Familie der Cistern), bei anderen Instrumenten dagegen nur als Skordatur (d. h. Veränderung der Normalstimmung, z. B. bei Gitarren). Im letzteren Fall bevorzugen viele Gitarristen den englischen Ausdruck „open tuning“.

## Offene Stimmungen als Skordatur bei Gitarren
Große Bedeutung erhielten Open Tunings seit dem Ende des 19. Jahrhunderts, als Hawaiigitarristen ihre Lieder in der „Slack-Key“-Technik arrangierten. Slack Key beschreibt das Fingerpicking in offenen Stimmungen. Zu Beginn des 20. Jahrhunderts gab es vor allem in den USA ein großes Interesse an der Hawaiimusik und damit die Art des Gitarrenspiels mit dem Slide (englisch für „gleiten“). Die Hawaiigitarristen spielten ihre Gitarre im Sitzen und legten diese dabei mit den Saiten nach oben auf die Oberschenkel. Indem die Gitarristen mit dem Slide (einem abgerundeten Metallstück) über die Saiten glitten, erzielten sie neuartige, reizvolle Klangmomente (siehe auch Slide-Gitarre und Bottleneck).
Aber das Open Tuning wird nicht nur für die Slidegitarre genutzt, sondern ist im modernen Fingerpicking, in der keltischen und irischen Musik sowie in der Rockmusik ein für die Gitarristen belebendes Element, das dem Gitarristen neue Möglichkeiten auf der Gitarre eröffnet, auch wenn er beim Open Tuning gezwungen ist, neue Fingersätze der Griffe zu lernen. Inzwischen gibt es für das Open Tuning im Handel Grifftabellen für jeden Akkord, für Tonleitern (als Grundmuster für Soli und Licks) und Intervalle.

### Theorie
Beim Spiel mit Open Tuning ist die Tonart des Stückes meist auch der Grundakkord, den die offene Stimmung hat. Wurde die Gitarre z. B. im Open-G-Tuning gestimmt, so wird das Stück in der Regel auch in G-Dur gespielt. So liegt bei jeder offenen Stimmung der Tonikaakkord (Grundakkord) auf den ungegriffenen Saiten, der Dominantakkord auf dem 7. Bund als Ganzes Barré und der Subdominantakkord ebenfalls als Ganzes Barré auf dem 5. Bund.

### Beispiele
Die Standardstimmung einer Gitarre ist: E – A – d – g – h – e1
| Stimmung in | Saitenstimmung           | Name                                           |
| ----------- | ------------------------ | ---------------------------------------------- |
| C-Dur       | C – G – c – g – c – e1   | Offene C-Stimmung, JelGi – Jeder lernt Gitarre |
| D-Dur       | D – A – d – fis – a – d1 | Offene D-Stimmung, Vestapol                    |
| d-Moll      | D – A – d – f – a – d1   |                                                |
| E-Dur       | E – H – e – gis – h – e1 | Offene E-Stimmung                              |
| G-Dur       | D – G – d – g – h – d1   | Offene G-Stimmung, Spanish                     |
| g-Moll      | D – G – d – g – b – d1   |                                                |
| A-Dur       | E – A – e – a – cis1–e1  | Offene A-Stimmung                              |

Beim E-Tuning ist gegenüber dem D-Tuning nur die Tonhöhe aller Saiten um einen Ton höher, womit sich auch die Akkordbezeichnungen ändern, aber die Spielweise ändert sich nicht. Alle Akkorde, Skalen und Intervalle sind vom D-Tuning auf das E-Tuning übertragbar. Gleiches gilt beim A-Tuning und G-Tuning.

### Weitere Skordaturen
Skordaturen, deren leere Saiten keinen (einfachen) Dur- oder Moll-Akkord ergeben, werden manchmal auch zu den offenen Stimmungen gezählt. Dazu gehören z. B.:
| Saitenstimmung         | Name                              |
| ---------------------- | --------------------------------- |
| D – A – d – g – a – d1 | DADGAD                            |
| D – A – d – g – h – e1 | Dropped-D-Stimmung                |
| C – G – c – f – a – d1 | Dropped-C-Stimmung                |
| D – A – d – a – a – d1 | nur Grundton, Quinten und Oktaven |

### Grenzen des Open Tunings
Bei der Auswahl des richtigen Open Tunings sind auch noch bauartliche Grenzen zu beachten. So ist bei Akustikgitarren mit dicken Saiten (> 12-Satz) wegen der hohen Beanspruchung der Basssaiten und des Gitarrenhalses vom E- und A-Tuning abzuraten.

## Offene Stimmungen bei Cistern
Die meisten Instrumente aus der Familie der Cistern (z. B. Waldzither, English guitar) sind in offener Stimmung gestimmt. Dabei handelt es sich um keine Skordatur, sondern um die Normalstimmung dieser Instrumente. Die offene Stimmung führt zum vollen, reichen Klang dieser Instrumente und war mit einer der Gründe, weshalb die Cister schon in der Renaissancezeit als auch von Anfängern einfach zu erlernendes Volksinstrument große Verbreitung fand (im Unterschied z. B. zur Laute).
Durch die verschiedenen Bauformen in dieser Instrumentenfamilie sind die Anzahl Chöre und die genauen Stimmungen unterschiedlich.
Beispiele für offene Stimmungen bei Cistern:
| Saitenstimmung      | Name                              |
| ------------------- | --------------------------------- |
| C-Dur (sechschörig) | cc – ee – gg – c1c1 – e1e1 – g1g1 |
| C-Dur (fünfchörig)  | cc – gg – c1c1 – e1e1 – g1g1      |
| c-Moll (fünfchörig) | cc – gg – c1c1 – es1es1 – g1g1    |

## Besondere Spieltechniken
Zu den besonderen Spieltechniken, die durch eine offene Stimmung ermöglicht werden, gehört die Bordunspielweise (die tiefen Saiten werden als Bordunsaiten verwendet), die Slack-Key-Technik, die Technik der Slide-Gitarre und die Bottleneck-Technik.
Ein bekanntes Beispiel für ein in offener Stimmung gespieltes Gitarrenstück ist Das Loch in der Banane von Klaus Weiland.